# Szemu’el Flatto-Szaron
Szemu’el Flatto-Szaron (hebr.: שמואל פלאטו-שרון, ang.: Shmuel Flatto-Sharon, Shmuel Platto-Sharon fr.: Samuel Flatto-Sharon ur. 18 stycznia 1930 w Łodzi, zm. 7 grudnia 2018 w Izraelu) – francusko-izraelski przedsiębiorca i polityk urodzony w Polsce, w latach 1977–1981 poseł do Knesetu.

## Życiorys
Urodził się 18 stycznia 1930 w Łodzi. W 1937 wraz z rodziną przeprowadził się do Francji, gdzie uczęszczał do szkół w Strasburgu i Paryżu. Od 1945 należał do młodzieżówki komunistycznej Mouvement Jeunes Communistes de France.
Był kontrowersyjnym prywatnym przedsiębiorcą. W 1972 ukazała się jego biografia The Elevator: Shmuel Platto Sharon autorstwa Matta Stewarta Bella. W 1972 lub w 1975 wyemigrował do Izraela. Francja żądała jego ekstradycji oskarżając go o defraudacje i oszustwa dziesiątków milionów dolarów.
By uzyskać immunitet chroniący go przed ekstradycją wystartował w wyborach parlamentarnych w 1977 z własnej jednoosobowej listy Flatto-Szaron, która w dziewiątym Knesecie przyjęła nazwę Rozwój i Pokój. Szemu’el Flatto-Szaron zasiadał w komisji spraw gospodarczych. W kolejnych wyborach nie udało mu się zdobyć mandatu poselskiego. Za oszustwa wyborcze i kupowanie głosów został skazany przez izraelski sąd i odbył karę więzienia. Następnie kontynuował działalność jako przedsiębiorca, działał jako filantrop. W 1986 został aresztowany we Włoszech, nie został jednak wydalony do Francji i powrócił do Izraela. W 1992 ogłosił bankructwo, by uniknąć spłaty zobowiązań wobec francuskich przedsiębiorstw. W 2000 spędził kilka miesięcy w więzieniu.
Od września 2018 był hospitalizowany w pobliżu Tel Awiwu. Zmarł 7 grudnia.

## Życie prywatne
Był żonaty z Klarą. Miał córkę Hildę i syna Jo’awa.